# Nick Lowery
Dominic Gerald Lowery (Monaco di Baviera, 27 maggio 1956) è un ex giocatore di football americano tedesco che ha militato nel ruolo di placekicker nella National Football League (NFL).

## Carriera
Dopo non essere stato scelto nel Draft NFL 1978, Lowery firmò con i New England Patriots con cui quell'anno disputò due partite, sbagliando l'unico field goal tentato. Dopo essere stato svincolato 11 volte da 8 diverse squadre, nel 1980 firmò con i Kansas City Chiefs che con una mossa allora controversa svincolarono il loro storico kicker Jan Stenerud, il loro leader di tutti i tempi per punti segnati. Fu superato in questa categoria proprio da Lowery che trovò il successo con i Chiefs, rimanendovi fino al 1993 e venendo convocato per tre Pro Bowl. Chiuse la carriera passando tre annate con i New York Jets dal 1994 al 1996. Tra il 1984 e il 1987, Lowery mantenne il record come kicker più preciso della storia in dieci di quelle dodici stagioni. Nel 2009 fu inserito nella Hall of Fame dei Chiefs.

## Palmarès
- Convocazioni al Pro Bowl: 3

1981, 1990, 1992
- First-team All-Pro:

1985, 1990
- Kansas City Chiefs Hall of Fame